# Brown mot skolstyrelsen
Brown versus Board of Education of Topeka (Brown mot Topekas skolstyrelse) är ett domstolsavgörande (347 U.S. 483) från den 17 maj 1954 i USA:s högsta domstol, som etablerade ett förbud mot separata skolor för svarta och vita i USA.
Domen upphävde formellt rasåtskillnaden i det amerikanska utbildningsväsendet, men det skulle ännu ta ett tag innan reell rasåtskillnad hade upphävts, särskilt vid universiteten. Likaväl blev domen mycket viktig för integreringen i grundskolor och på collegenivå, och banade väg för den svarta medborgarrättsrörelsen i USA.
Domslutet i högsta domstolen under Earl Warrens ledning var enhälligt (9–0). Det hänvisade till rättigheterna i fjortonde tillägget till den amerikanska grundlagen. Domen upphävde rättsregler, lagar och domar i delstaterna där dessa tillät rassegregerade skolor, och upphävde Plessy mot Ferguson från 1896.
Fallet startade 1951 med att den svarta familjefadern, svetsaren och pastorn Oliver Brown förde grupptalan mot skolstyrelsen i staden Topeka. Saken gällde formellt rätten att skriva in barnen vid vita skolor som låg närmare hemmet än svarta skolor. NAACP-advokaten Thurgood Marshall följde fallet genom hela överklagandeprocessen, medan de svarta juristerna George E.C. Hayes och James Nabrit förde saken i rätten.
Försvararna hänvisade bland annat till Unesco-uttalandet The Race Question från 1950, som en rad länder hade anslutit sig till. Domarna hänvisade också till den svenske ekonomen Gunnar Myrdals bok An American Dilemma : The Negro Problem and Modern Democracy (1944).